# Csabai Sörfesztivál és Csülökparádé
A Csabai Sörfesztivál és Csülökparádé általában 5 napos békéscsabai gasztronómiai rendezvény, amit 2001 és 2017 között évente, június első napjaiban rendeztek a békéscsabai Városi Sportcsarnokban és a körülötte fekvő parkolókban, szabad területeken. 2018-ban a fesztivált már nem rendezték meg, 2019-re pedig meg sem hirdették.

## Története
A rendezvényt a Bora Italnagykereskedelmi Kft és Csanálosi László magánvállalkozó hívta életre még 2001-ben, ami annyira sikeres volt, hogy azóta látványosan fejlődött, bővült, így évről évre egyre több programmal várja a látogatókat. Az első években még csak Sörfesztivál néven futott, később lett kibővítve csülökfesztivállal is. A helyszín kezdettől fogva Békéscsabán, a Gyulai 44. szám alatt található Városi Sportcsarnok és zöldövezete volt.

## Céljai, bemutatása
A rendezvény céljai között szerepel kulturált sörfogyasztás megteremtése és népszerűsítése, Békéscsaba város idegenforgalmi kínálatának bővítése, a nemzetközi kapcsolatok erősítése, valamint gasztronómiai különlegességek bevezetése. 
A rendezvény első napján a szokásoknak megfelelően az ejtőernyősöknek köszönhetően az égből érkezik az első söröshordó, amit csapra verve tartalmát ingyen mérik ki a látogatók számára. A fesztivál több csemegével, különlegességgel is szolgál: Mintegy harminc fajta sörrel ismerkedhetnek meg a látogatók, és az ahhoz illő csülköt is megkóstolhatják. 2008-tól a román, szerb, szlovák és cseh konyha remekeivel is megismerkedhetnek a látogatók. Jellemzően a sört 1 literes korsókból fogyaszthatják a vendégek.
A közönséget naponta élő koncertek szórakoztatják. Ezek mellett sörhöz kapcsolódó versenyeken és vetélkedőkön is részt vehetnek a jelentkezők. A szervezők minden évben jótékonykodnak, mivel ezen időtartam alatt szokott lenni a gyermeknap is. Ezért a gyerekek különleges kedvezményekben részesülnek, különböző programokat szerveznek a számukra, ingyenebédet osztanak.

## A verseny
A rendezvényen ételkészítési bemutatókat szoktak tartani. Szombaton a baráti társaságoké a főszerep, amikor is a Csülökpörkölt főző versenyen megmutathatják, ki hogy bánik a fakanállal. Jelentkezni csapatok jelentkezhetnek, akik 3 darab egész csülökből – amit a szervezők biztosítanak – kell finomságot készíteni. Minden csapat utána egy adagot ad a zsűrinek, ami értékeli az ételeket.

## Egyéb rendezvények
A rendezvény ideje alatt gyermeklabdarúgó torna, kispályás foci, regionális civil nap és gyermeknap biztosítja a  sokoldalúbb szórakozási lehetőségeket. 2008-ban a Békéscsabai Előre NKSE és a szervezők megállapodása révén a pénteki napra ingyen bemehetnek a kézilabdabérlettel rendelkezők, illetve aki jegyet vásárol a fesztiválra, az ingyen bemehet a mérkőzésre.